# Oliveira Canindé
Oliveira dos Santos Lopes, mais conhecido como Oliveira Canindé (Canindé, 8 de novembro de 1965), é um treinador e ex-futebolista brasileiro. Atualmente treina a equipe do Caucaia. Embora tenha nascido em Canindé, ele e sua família são do município vizinho, Itatira, mas devido ter ido morar em Canindé, onde começou como futebolista, recebeu o apelido pelo qual é conhecido.
No comando do Guarany de Sobral, conquistou o Campeonato Brasileiro da Série D em 2010, tornando-se o primeiro técnico cearense campeão de uma competição nacional oficial. Em 2013, foi campeão da Copa do Nordeste pelo Campinense, maior título da história do clube.

## Carreira[2]

### Como jogador
Oliveira Canindé atuou no Ceará em meados da década de 1980, tendo conquistado o tricampeonato cearense entre os anos de 1984 e 1986. Também atuou por Fortaleza e Atlético Cearense, sendo considerado um bom volante. Fora do estado do Ceará, atuou por São Bento de Sorocaba, Figueirense, Marcílio Dias e Botafogo-DF.

### Como treinador
Como técnico, Canindé atuou, até hoje, apenas em equipes do Nordeste, nos estados do Ceará (AD Limoeiro, Ferroviário, Guarani de Juazeiro, Guarany de Sobral, Icasa e Floresta), Piauí (Parnahyba, River-PI, Piauí e Flamengo-PI), Maranhão (Moto Club e Sampaio Corrêa), Rio Grande do Norte (Potiguar de Mossoró e América de Natal), Paraíba (Campinense e Treze), Alagoas (CSA) e Pernambuco (Santa Cruz).
Tem um estilo ousado, com equipes bem ofensivas e que, muitas vezes, surpreendem. Chegou a ser campeão da Copa do Nordeste de 2013 com o Campinense.
Na Copa do Nordeste de 2014, comandando o CSA, eliminou o Bahia, além de ter sido o primeiro colocado no seu grupo. Ainda em 2014, foi contratado pelo América de Natal, após o time demitir o técnico Leandro Sena depois da goleada sofrida na Arena Castelão por 4 a 0 diante do Ceará. No jogo de volta, na Arena das Dunas, a equipe já sob o comando de Oliveira Canindé conquistou uma vitória por 2 a 0, mas que não foi suficiente para reverter o placar. Contudo, a equipe saiu aplaudida de campo e Oliveira com um bom aproveitamento tático.
No dia 10 de setembro, um dia após a quarta derrota em sequência na Arena das Dunas, a diretoria do América anunciou seu desligamento com o clube. Inicialmente nas mãos de Oliveira, a equipe do América fez sua melhor campanha na Copa do Brasil. Contudo, na Série B, a equipe beirou a zona de rebaixamento, e isso custou seu emprego.
No dia 19 de setembro de 2014, Oliveira Canindé assinou contrato com o Santa Cruz.
No dia 19 de dezembro de 2014, Oliveira Canindé assinou contrato com o Sampaio Corrêa.
No dia 11 de setembro de 2015, o CSA confirmou a volta de Oliveira Canindé.
Em 23 de agosto de 2017, a diretoria do Treze anunciou a contratação de Oliveira Canindé para treinador da equipe, o objetivo da diretoria é junto com o novo treinador recolocar o clube paraibano no caminho dos títulos, já que o Treze terá um grande calendário em 2018. No dia 20 de fevereiro de 2018, após a derrota no clássico com seu rival no estadual, a diretoria do Treze em busca de reabilitação da equipe anunciou a saída de Canindé do comando da equipe, sob o comando do treinador, o galo conseguiu 46,2% de aproveitamento no início da temporada. No dia 28 de fevereiro de 2018 foi anunciado como novo treinador do Floresta para disputa do campeonato cearense.

## Estatísticas
Atualizado em 7 de maio de 2017
| Clube             | Jogos | Vitórias | Empates | Derrotas | Aproveitamento |
| ----------------- | ----- | -------- | ------- | -------- | -------------- |
| Guarany de Sobral | 23    | 10       | 9       | 4        | 60%            |
| Ríver             | 10    | 5        | 2       | 3        | 56%            |
| Moto Club         | 5     | 1        | 2       | 2        | 33%            |
| Icasa             | 20    | 6        | 3       | 11       | 35%            |
| Flamengo-PI       | 17    | 8        | 3       | 6        | 52%            |
| Campinense        | 32    | 17       | 6       | 9        | 59%            |
| CSA               | 73    | 40       | 14      | 19       | 50%            |
| América-RN        | 38    | 20       | 5       | 13       | 57%            |
| Santa Cruz        | 15    | 7        | 3       | 5        | 53%            |
| Sampaio Corrêa    | 20    | 9        | 8       | 3        | 58%            |
| Remo              | 4     | 1        | 1       | 2        | 33%            |
| Total             | 253   | 122      | 55      | 75       | 55%            |

### Jogos pelo CSA
Expanda a caixa de informações para conferir todos os jogos no comando do CSA.
|                                        | Data            | Local                                 | Resultado | Adversário           | Competição           |      |      |      |
| 2014                                   | 2014            | 2014                                  | 2014      | 2014                 | 2014                 | 2014 | 2014 | 2014 |
| -------------------------------------- | --------------- | ------------------------------------- | --------- | -------------------- | -------------------- | ---- | ---- | ---- |
| 1.                                     | 19 de janeiro   | Maceió, Rei Pelé                      | 4–1       | Bahia                | Copa do Nordeste     |      |      |      |
| 2.                                     | 22 de janeiro   | Vitória da Conquista, Lomanto Júnior  | 2–2       | Vitória da Conquista | Copa do Nordeste     |      |      |      |
| 3.                                     | 25 de janeiro   | Caruaru, Estádio Luiz José de Lacerda | 1–0       | Santa Cruz           | Copa do Nordeste     |      |      |      |
| 4.                                     | 30 de janeiro   | Maceió, Rei Pelé                      | 1–1       | Santa Cruz           | Copa do Nordeste     |      |      |      |
| 5.                                     | 2 de fevereiro  | Maceió, Rei Pelé                      | 2–1       | Vitória da Conquista | Copa do Nordeste     |      |      |      |
| 6.                                     | 5 de fevereiro  | Salvador, Fonte Nova                  | 0–1       | Bahia                | Copa do Nordeste     |      |      |      |
| 7.                                     | 16 de fevereiro | Recife, Ilha do Retiro                | 0–2       | Sport                | Copa do Nordeste     |      |      |      |
| 8.                                     | 19 de fevereiro | Maceió, Rei Pelé                      | 1–1       | CRB                  | Campeonato Alagoano  |      |      |      |
| 9.                                     | 22 de fevereiro | Arapiraca, Fumeirão                   | 2–3       | ASA                  | Campeonato Alagoano  |      |      |      |
| 10.                                    | 25 de fevereiro | Maceió, Rei Pelé                      | 1–0       | Sport                | Copa do Nordeste     |      |      |      |
| 11.                                    | 8 de março      | Maceió, Rei Pelé                      | 7–1       | CSE                  | Campeonato Alagoano  |      |      |      |
| 12.                                    | 12 de março     | Maceió, Rei Pelé                      | 0–1       | São Paulo            | Copa do Brasil       |      |      |      |
| 2016                                   |                 |                                       |           |                      |                      |      |      |      |
| 13.                                    | 24 de janeiro   | Coruripe, Gerson Amaral               | 3–0       | Penedense            | Campeonato Alagoano  |      |      |      |
| 14.                                    | 27 de janeiro   | Maceió, Rei Pelé                      | 4–0       | Ipanema              | Campeonato Alagoano  |      |      |      |
| 15.                                    | 31 de janeiro   | Coruripe, Gerson Amaral               | 1–0       | Coruripe             | Campeonato Alagoano  |      |      |      |
| 16.                                    | 3 de fevereiro  | Maceió, Rei Pelé                      | 5–1       | Penedense            | Campeonato Alagoano  |      |      |      |
| 17.                                    | 14 de fevereiro | Boca da Mata, Olival Elias            | 2–0       | Santa Rita           | Campeonato Alagoano  |      |      |      |
| 18.                                    | 21 de fevereiro | Maceió, Rei Pelé                      | 1–1       | CRB                  | Campeonato Alagoano  |      |      |      |
| 19.                                    | 24 de fevereiro | Santana do Ipanema, Arnon de Mello    | 2–0       | Ipanema              | Campeonato Alagoano  |      |      |      |
| 20.                                    | 6 de março      | Maceió, Rei Pelé                      | 2–0       | Coruripe             | Campeonato Alagoano  |      |      |      |
| 21.                                    | 13 de março     | Maceió, Rei Pelé                      | 4–1       | CRB                  | Campeonato Alagoano  |      |      |      |
| 22.                                    | 16 de março     | Maceió, Rei Pelé                      | 3–0       | Santa Rita           | Campeonato Alagoano  |      |      |      |
| 23.                                    | 20 de março     | Maceió, Rei Pelé                      | 3–0       | Murici               | Campeonato Alagoano  |      |      |      |
| 24.                                    | 27 de março     | Coruripe, Gerson Amaral               | 2–1       | Coruripe             | Campeonato Alagoano  |      |      |      |
| 25.                                    | 3 de abril      | Maceió, Rei Pelé                      | 1–0       | ASA                  | Campeonato Alagoano  |      |      |      |
| 26.                                    | 13 de abril     | Boca da Mata, Olival Elias            | 0–2       | Santa Rita           | Campeonato Alagoano  |      |      |      |
| 27.                                    | 16 de abril     | Maceió, Rei Pelé                      | 2–1       | CRB                  | Campeonato Alagoano  |      |      |      |
| 28.                                    | 20 de abril     | Murici, José Gomes da Costa           | 2–2       | Murici               | Campeonato Alagoano  |      |      |      |
| 29.                                    | 24 de abril     | Maceió, Rei Pelé                      | 2–1       | Murici               | Campeonato Alagoano  |      |      |      |
| 30.                                    | 1 de maio       | Maceió, Rei Pelé                      | 0–2       | CRB                  | Campeonato Alagoano  |      |      |      |
| 31.                                    | 8 de maio       | Maceió, Rei Pelé                      | 0–1       | CRB                  | Campeonato Alagoano  |      |      |      |
| 32.                                    | 12 de junho     | Parnaíba, Pedro Alelaf                | 1–2       | Parnahyba            | Brasileiro - Série D |      |      |      |
| 33.                                    | 19 de junho     | Maceió, Rei Pelé                      | 6–0       | Guarani de Juazeiro  | Brasileiro - Série D |      |      |      |
| 34.                                    | 26 de junho     | Maceió, Rei Pelé                      | 2–1       | Central              | Brasileiro - Série D |      |      |      |
| 35.                                    | 3 de julho      | Caruaru, Estádio Luiz José de Lacerda | 0–0       | Central              | Brasileiro - Série D |      |      |      |
| 36.                                    | 10 de julho     | Juazeiro do Norte, Romeirão           | 3–2       | Guarani de Juazeiro  | Brasileiro - Série D |      |      |      |
| 37.                                    | 17 de julho     | Maceió, Rei Pelé                      | 1–1       | Parnahyba            | Brasileiro - Série D |      |      |      |
| 38.                                    | 24 de junho     | Parnaíba, Pedro Alelaf                | 2–1       | Parnahyba            | Brasileiro - Série D |      |      |      |
| 39.                                    | 31 de junho     | Maceió, Rei Pelé                      | 3–0       | Parnahyba            | Brasileiro - Série D |      |      |      |
| 40.                                    | 14 de agosto    | Maceió, Rei Pelé                      | 3–0       | Altos                | Brasileiro - Série D |      |      |      |
| 41.                                    | 21 de agosto    | Teresina, Lindolfo Monteiro           | 0–2       | Altos                | Brasileiro - Série D |      |      |      |
| 42.                                    | 27 de agosto    | Itu, Novelli Júnior                   | 2–1       | Ituano               | Brasileiro - Série D |      |      |      |
| 43.                                    | 4 de setembro   | Maceió, Rei Pelé                      | 1–0       | Ituano               | Brasileiro - Série D |      |      |      |
| 44.                                    | 11 de setembro  | Maceió, Rei Pelé                      | 2–0       | São Bento            | Brasileiro - Série D |      |      |      |
| 45.                                    | 18 de setembro  | Sorocaba, CIC                         | 0–1       | São Bento            | Brasileiro - Série D |      |      |      |
| 46.                                    | 25 de setembro  | Maceió, Rei Pelé                      | 0–0       | Volta Redonda        | Brasileiro - Série D |      |      |      |
| 47.                                    | 1 de outubro    | Volta Redonda, Raulino de Oliveira    | 0–4       | Volta Redonda        | Brasileiro - Série D |      |      |      |
| 2017                                   |                 |                                       |           |                      |                      |      |      |      |
| 48.                                    | 21 de janeiro   | Coruripe, Gerson Amaral               | 2–0       | Murici               | Campeonato Alagoano  |      |      |      |
| 49.                                    | 25 de janeiro   | Maceió, Rei Pelé                      | 3–0       | ABC                  | Copa do Nordeste     |      |      |      |
| 50.                                    | 29 de janeiro   | Maceió, Rei Pelé                      | 3–1       | Sete de Setembro-AL  | Campeonato Alagoano  |      |      |      |
| 51.                                    | 1 de fevereiro  | Coruripe, Gerson Amaral               | 1–0       | Coruripe             | Campeonato Alagoano  |      |      |      |
| 52.                                    | 5 de fevereiro  | Maceió, Rei Pelé                      | 1–2       | CRB                  | Copa do Nordeste     |      |      |      |
| 53.                                    | 8 de fevereiro  | Maceió, Rei Pelé                      | 1–4       | Sport                | Copa do Brasil       |      |      |      |
| 54.                                    | 11 de fevereiro | Maceió, Rei Pelé                      | 1–2       | Itabaiana            | Copa do Nordeste     |      |      |      |
| 55.                                    | 13 de fevereiro | Coruripe, Gerson Amaral               | 1–0       | CEO                  | Campeonato Alagoano  |      |      |      |
| 56.                                    | 16 de fevereiro | Murici, José Gomes da Costa           | 1–1       | Murici               | Campeonato Alagoano  |      |      |      |
| 57.                                    | 19 de fevereiro | Maceió, Rei Pelé                      | 1–1       | CRB                  | Campeonato Alagoano  |      |      |      |
| 58.                                    | 25 de fevereiro | Coruripe, Gerson Amaral               | 7–0       | Sete de Setembro-AL  | Campeonato Alagoano  |      |      |      |
| 59.                                    | 2 de março      | Itabaiana, Etelvino Mendonça          | 1–2       | Itabaiana            | Copa do Nordeste     |      |      |      |
| 60.                                    | 5 de março      | Olho d'Água das Flores, Edson Matias  | 1–0       | CEO                  | Campeonato Alagoano  |      |      |      |
| 61.                                    | 11 de março     | Maceió, Rei Pelé                      | 1–0       | CRB                  | Copa do Nordeste     |      |      |      |
| 62.                                    | 15 de março     | Maceió, Rei Pelé                      | 3–0       | Coruripe             | Campeonato Alagoano  |      |      |      |
| 63.                                    | 22 de março     | Natal, Frasqueirão                    | 1–2       | ABC                  | Copa do Nordeste     |      |      |      |
| 64.                                    | 26 de março     | Maceió, Rei Pelé                      | 0–0       | CRB                  | Campeonato Alagoano  |      |      |      |
| 65.                                    | 29 de março     | Maceió, Rei Pelé                      | 2–0       | CEO                  | Campeonato Alagoano  |      |      |      |
| 66.                                    | 2 de abril      | Arapiraca, Fumeirão                   | 0–1       | ASA                  | Campeonato Alagoano  |      |      |      |
| 67.                                    | 9 de abril      | Maceió, Rei Pelé                      | 0–0       | CRB                  | Campeonato Alagoano  |      |      |      |
| 68.                                    | 12 de abril     | Murici, José Gomes da Costa           | 0–0       | Murici               | Campeonato Alagoano  |      |      |      |
| 69.                                    | 16 de abril     | Maceió, Rei Pelé                      | 2–1       | Santa Rita           | Campeonato Alagoano  |      |      |      |
| 70.                                    | 19 de abril     | Maceió, Rei Pelé                      | 1–1       | ASA                  | Campeonato Alagoano  |      |      |      |
| 71.                                    | 23 de abril     | Arapiraca, Fumeirão                   | 2–1       | ASA                  | Campeonato Alagoano  |      |      |      |
| 72.                                    | 30 de abril     | Maceió, Rei Pelé                      | 0–1       | CRB                  | Campeonato Alagoano  |      |      |      |
| 73.                                    | 7 de maio       | Maceió, Rei Pelé                      | 2–3       | CRB                  | Campeonato Alagoano  |      |      |      |
| Legenda: Vitórias — Empates — Derrotas |                 |                                       |           |                      |                      |      |      |      |

## Títulos

### Como treinador
Guarany de Sobral
- Campeonato Brasileiro - Série D: 2010

Flamengo-PI
- Copa Piauí: 2012

Campinense
- Copa do Nordeste: 2013

América-RN
- Copa Cidade de Natal: 2014
- Campeonato Potiguar: 2014

Parnahyba
- Camopeonato Piauiense: 2006

### Como jogador
Ceará
- Campeonato Cearense: 1984

Figueirense
- Campeonato Catarinense: 1994 e 1995

Uniclinic
- Campeonato Cearense – Série B: 1998

## Campanhas de destaque

### Como treinador
Limoeiro
- Campeonato Cearense: 2004 (semifinalista)
- Campeonato Brasileiro – Série C: 2004 (fase final – 4º colocado)

## Prêmios individuais

### Como treinador
CSA
- Melhor técnico do Campeonato Alagoano de 2016